# Союз ТМ-31
Союз ТМ-31 е пилотиран космически кораб от серията „Союз ТМ“, 106-и полет по програма „Союз“. Чрез него е осъществена първата експедиция към „МКС“.

## Екипаж

### При старта

#### Основен
- Юрий Гидзенко (2) – командир
- Сергей Крикальов (5) – бординженер
- Уилям Шепърд (4) – бординженер-2

#### Дублиращ
- Владимир Дежуров – командир
- Михаил Тюрин – бординженер
- Кенет Бауерсокс – бординженер-2

### При приземяването
- Талгат Мусабаев – командир
- Юрий Батурин – бординженер
- Денис Тито – космически турист

## Параметри на мисията
- Маса: ~ 7100 кг
- Перигей: 190 км
- Апогей: 249 км
- Наклон на орбитата: 51,6°
- Период: 88,6 мин

## Описание на полета
Това е първият дълговременен екипаж на борда на МКС. Продължителността на полета е предвидена около четири месеца и се завръща на Земята на 21 март на борда на совалката Дискавъри, мисия STS-102. Основните задачи в първите дни на този полет са активиране на системите от първа необходимост и настройка на портативната компютърна мрежа, която да активира всички останали системи на станцията. През останалото време от престоя в космоса се разтоварва и монтира различно техническо и научно оборудване, провеждат се тренировки и упражнения за преодоляване негативните последици от престоя в космическото пространство. Екипажът на Союз ТМ-31 е първата група хора, пред която е поставена задача дълговременно и постоянно пребиваване на хора в космоса.